# The Horrors
The Horrors ist eine  fünfköpfige britische Garage-Rock-Band, die im Sommer 2005 in Southend-on-Sea entstanden ist. Ihr erstes Album Strange House erschien am 5. März 2007. Das Video zur ersten Single Sheena Is a Parasite wurde von Chris Cunningham gedreht.

## Geschichte
Ihren Ursprung haben The Horrors in den frühen 2000ern in Southend-on-Sea, als Rhys (Spider) Webb seine Vorliebe für Schallplatten und das Auflegen entdeckte. Bei Ausflügen nach London und in die Umgebung von Southend lernte er Faris Badwan und Tomethy Furse kennen, die ähnlich wie er 1960er-Jahre-Garagenrock hörten. Im Jahre 2005 gründeten sie mit Joshua Hayward (Joshua Third) und Joeseph Spurgeon (Coffin Joe) schließlich eine Band, die sie The Horrors nannten.
Ihre ersten Aufnahmen waren zwei Coverversionen, zum einen The Witch von The Sonics, zum anderen Jack the Ripper von Screaming Lord Sutch, welches später auch auf ihrem Debütalbum erschien.
Durch die Auskopplung Sheena Is a Parasite erlangten The Horrors zum ersten Mal Aufmerksamkeit in Großbritannien. Das dazugehörige Musikvideo wurde unter der Leitung von Chris Cunningham gedreht, der damit eine längere Schaffenspause beendete. Er hatte den Song zum ersten Mal bei MySpace gehört und war eigenen Angaben zufolge ziemlich besessen davon. Die Oscar-nominierte Samantha Morton spielt in dem Musikvideo eine Frau, die wie eine Wahnsinnige die ganze Zeit den Kopf hin und her schwingt und dabei ihre Eingeweide ausspeit. Der Clip wurde von MTV UK nicht gezeigt. Der Grund dafür war die Benutzung von Stroboskop-Blitzen, die epileptische Anfälle auslösen können und nicht, wie der New Musical Express irrtümlich berichtete, das blutige Thema. Chris Cunningham veränderte das Video allerdings nicht, weil er glaubte, er würde dadurch sein Werk bloßstellen. Auf dem amerikanischen Sender MTV2 dagegen durfte Sheena Is a Parasite gesendet werden. Durch die extreme Darstellung Samantha Mortons als Sheena erlangten The Horrors auch in den USA Popularität und gingen zusammen mit Mumm-Ra, The View und The Automatic auf die NME Awards Indie Rock Tour, was ihnen zusätzliche Aufmerksamkeit einbrachte.
Nachdem ihr Debüt-Album Strange House erschienen war, begab sich die Band auf Welttournee, um es zu promoten. Zunächst wollten The Horrors als Vorgruppe von Black Rebel Motorcycle Club den Teil der Welttournee in den USA ausführen, was allerdings wegen fehlenden  Mitteln gestrichen werden musste, stattdessen waren sie dann im Juni auf Tournee in den USA, diesmal aber als Headliner. Sie hatten eine Reihe von Festival-Auftritten im Jahre 2007, darunter Auftritte bei dem Glastonbury Festival, bei dem Carling Weekend (auf der Bühne Radio 1/NME), verschiedenen skandinavischen Festivals, beim Festival Summer Sonic in Japan, und bei dem Splendour-in-the-Grass-Festival in Australien; die Setlist während mehrerer der Auftritte im Sommer enthielt eine Coverversion von No Love Lost von Joy Division. Außerdem erschienen The Horrors in der bekannten englischen Serie The Mighty Boosh unter dem Pseudonym 'The Black Tubes', wo sie als solche mit einem der beiden Hauptcharaktere (Vince Noir, gespielt von Noel Fielding) die Arctic Monkeys unterstützten.

## Diskografie

### Alben
- 2007: Strange House
- 2009: Primary Colours
- 2011: Skying
- 2014: Luminous
- 2017: V

### EPs
- 2006: The Horrors

### Singles
- 2006: Sheena Is a Parasite
- 2006:	Death at the Chapel
- 2006: Count in Fives
- 2007: Gloves
- 2007: She Is the New Thing
- 2009: Sea Within a Sea
- 2009: Who Can Say
- 2009: Mirror’s Image
- 2009: Whole New Way
- 2011: Still Life
- 2011: I Can See Through You
- 2012: Changing the Rain
- 2014: So Now You Know
- 2014: I See You
- 2017: Machine
- 2017: Something to Remember Me By
- 2025: More Than Life